# Изгнанник (аниме)
«Изгнанник» (англ. Last Exile, яп. ラストエグザイル Расуто Эгудзайру) — научно-фантастический аниме-сериал, продолжительностью 26 серий. Выпущен в 2003 году аниме-студией Gonzo. В России лицензирован и издан фирмой MC Entertainment. Транслировался на канале «MTV-Россия» с 13 июня по 19 июля 2005 года, на канале ТВ Центр с 31 августа по 5 октября 2006 года, с сентября 2008 года транслировался на канале 2x2. В феврале 2011 года было заявлено о работе над продолжением — Last Exile: Ginyoku no Fam. Выпуск нового сериала в Японии прошёл с 15 октября 2011 года по 23 марта 2012.

## Сюжет
Действие происходит в мире под названием Престел, состоящем из двух государств, которые находятся в состоянии войны — империи Анатоль (греч. ανατολή, восток)  и царства Дизит (греч. δύση, запад), разделённых яростным воздушным потоком — «Гранд Стримом», где властвует могущественная Гильдия, играющая роль судьи над обоими государствами.
В Анатоле, в городе Норикии, живут двое юных друзей — Клаус Барка и Лави Хэд, зарабатывающие на жизнь курьерской доставкой корреспонденции и лёгких грузов. Они вдвоём летают на ваншипе и с детства мечтают когда-нибудь пересечь «Гранд Стрим». Однажды, участвуя в гонках на Кубок Норикии, они замечают сильно повреждённый ваншип с раненым пилотом и решают ему помочь. За ваншипом охотится звездообразный штурмовик Гильдии, и пилот просит Клауса доставить по назначению свой груз — маленькую девочку, которую зовут Альвис Гамильтон. Место назначения — развалины старого храма, где девочку должен забрать Алекс Роу, капитан корабля-убийцы «Сильвана», имеющий давние счёты с Гильдией…

## Основные персонажи
Клаус Барка (яп. クラウス・ヴァルカ Кураусу Варука) — 15-летний пилот ваншипа, член «Союза авиаторов Норикии», который занимается доставкой сообщений и грузов. Он и его навигатор Лави Хэд выросли вместе. Их отцы были одним экипажем — отец Клауса, Гамилькар Барка был лучшим пилотом Норикии, а его навигатором был отец Лави, Джордж Хэд. Когда империей Анатоль было принято решение прекратить войну с Дизитом, для доставки мирного договора был выбран экипаж Барки и Хэда; с ними полетел экипаж пилота Алекса Роу (навигатором была его невеста, дочь премьер-министра Анатоля Ю́рис Бассиа́нус). Это было за 10 лет до событий, показанных в сериале. Попытка добраться до Дизита через Грандстрим потерпела неудачу — отцы Клауса и Лави, а также невеста Алекса, погибли. Через полгода после трагедии умерла и мать Клауса. Оставшись сиротами, Клаус и Лави многое пережили вместе, и это ещё больше сблизило их. Одержимый мыслью стать пилотом и пересечь Грандстрим, Клаус вместе с Лави начинает самостоятельно учиться летать на ваншипе. Лави становится его навигатором, и вскоре после первых успешных полётов экипаж начинает получать первые задания по доставке сообщений. Клаус стал мастерским пилотом. Он очень добрый, внимательный, отчаянно храбрый. Настойчив в достижении цели. Очень заботлив по отношению к Лави, а также и к другим девушкам. Защищает Альвис. В финале сериала мечта Клауса и Лави исполняется — они пересекают Гранд Стрим.
Ла́ви Хэд (яп. ラヴィ・ヘッド Рави Хэддо) — ровесница Клауса. Волосы рыжие, глаза — серые. Её мать умерла при родах, и она никогда не видела её даже на фотографии, поскольку в их семье не было фотоаппарата. Её отец переехал в дом рядом с домом Гамилькара — отца Клауса, и они стали друзьями, а жена Гамилькара, мать Клауса, вырастила Лави как родную дочь. После смерти своего отца и родителей Клауса она стала помогать Клаусу с ваншипом и его ремонтом, решив стать лучшим навигатором и пересечь Грандстрим вместе с другом. Чтобы сохранить ваншип, Клаусу и Лави пришлось продать оба дома и переехать в город. Лави ведёт их скромное хозяйство, опекает Клауса в житейских делах и является механиком его ваншипа. Она добрая и отзывчивая, но очень вспыльчивая. Сама того не сознавая, Лави влюблена в Клауса, отчаянно ревнует его к Татьяне и к другим девушкам.
А́львис Гамильтон (яп. アルヴィス・ハミルトン Арувису Хамирутон) — дочь одного из четырёх домов гильдии, Гамильтон. Разыскиваемая Гильдией, она жила в Анатоле с последними представителями своего дома. Славная маленькая девочка, является ключом к таинственному Экзайлу. Как только место её жительства стало известно Гильдии, императорским указом было предписано переправить Аль в «самое безопасное месте в мире», на «Сильвану».Ваншип пилота Ральфа Вэнсдэя, который должен был доставить Аль и её няню Гиту, был атакован штурмовиком Гильдии. Во время атаки Гита была убита, Ральф смертельно ранен, а ваншип серьёзно поврежден. Раненый пилот сумел ненадолго оторваться от штурмовика и посадить машину. Он передал задание и «груз», то есть Альвис, Клаусу и Лави, а затем погиб, пытаясь отвлечь штурмовик Гильдии.
Алекс Роу (яп. アレックス・ロウ Арэккусу Ро:) — отчаянный капитан не потерпевшего ни одного поражения анатольского судна для особых поручений «Сильвана», предпочитающий больше действовать, чем говорить. Тем не менее, самого Алекса знают в лицо немногие. Он очень серьёзен и молчалив, сохраняет ледяное спокойствие практически в любой ситуации. После трагедии, пережитой в молодости, в которой он потерял свою невесту, а также и отца Клауса, которого он очень уважал, он замкнулся в себе и поставил единственную цель, ради которой живёт — любой ценой отомстить Маэстро Дельфине за смерть друзей и своей возлюбленной Юрис. Также он хочет добраться до Экзайла и уничтожить его или использовать, все ради той же цели — отомстить Дельфине и Гильдии. Сам Алекс во время того трагического происшествия бежал из Гранд Стрима, тогда же он получил глубокий шрам на его правой стороне лица, который скрывает под волосами. Если понадобится, то ради мести он готов пойти на всё и пожертвовать кем угодно — даже своим первым помощником, Софией Форрестер, хотя она — одна из немногих, кому он доверяет и кого ценит. В конце концов он совершает свою месть, голыми руками убив Дельфину. Сам же Алекс сразу после этого погибает от артиллерийского обстрела, который приказала сделать София.
София Форрестер (яп. ソフィア・フォレスター Софиа Форэсута:) — старший помощник капитана «Сильваны». Будучи наследной принцессой государства Анатоль, она была направлена на корабль для наблюдения и контроля за действиями Алекса Роу, в которого сразу же всерьёз влюбилась. Однако Алекс не отвечает ей взаимностью, он любит лишь свою погибшую возлюбленную. София исполнительно и точно выполняет приказы Алекса. При этом ведёт она себя скромно и уважительно по отношению к экипажу. Некоторое время спустя она получает письмо от отца с его желанием возвращения дочери домой. Там, уже после его смерти, она становится императрицей, и пользуясь своей властью, заключает союз между Анатолем и Дизитом. Чуть позже София возвращается на «Сильвану», чтобы завершить поиски Экзайла, и снова становится «первым помощником» Алекса.
Татьяна Висла (яп. タチアナ・ヴィスラ Татиана Висура) — командир эскадрильи боевых ваншипов «Сильваны». Принадлежит к знатной, но обедневшей семье. Обучалась в офицерской академии, однако не пошла на старшие курсы, поскольку надо было зарабатывать на жизнь больному отцу и матери; всё своё жалование она отправляет им. Хотя в душе Татьяна милая и добрая девушка, с окружающими она держится очень неприступно и высокомерно, прямолинейно и резко высказываясь о других; из-за этого механики «Сильваны» между собой в шутку называют её «принцессой». Ей очень нравится Клаус, но она скрывает это. В свою очередь Моран, пехотинец, поначалу был неравнодушен к ней. Позже Татьяна, воодушевлённая примером Клауса, решает быть пилотом ваншипа, а не офицером-командиром эскадрильи.
Мо́ран Шэтланд (яп. モラン・シェトランド) — солдат-пехотинец, участник многих битв против Дизита на разных кораблях Анатоля. Имеет множество наградных знаков за отвагу. Фактически ему остался только один бой, чтобы продвинуться по службе и выйти из стрелковых линий. Однако обстоятельства складываются так, что ему приходится вступить в экипаж «Сильваны» и стать механиком. Там Моран влюбляется в Татьяну, но вскоре понимает, что им не суждено быть вместе. Позже он покидает «Сильвану» и снова возвращается в пехоту; участвует в секретной операции, чтобы вернуть Клаудиевые двигатели и освободить мир Престел от гнёта Гильдии. Выполняя эту операцию, Моран встречает Дуню из флота Дизита. Они влюбляются друг в друга, и Моран просит перейти её на корабль Сильвану вместе с ним, после того как всё закончится. Дуня соглашается. Операция заканчивается успехом — они возвращают двигатели. Но в процессе Морана тяжело ранят, поэтому его считают погибшим. Однако в эпилоге показывается, что он выжил и живёт с Дуней на ферме вместе с её братьями и сёстрами. В начале истории он вступается за Клауса и Лави и фактически спасает их.
Ди́о Эракле́а (яп. ディーオ・エラクレア Дио Эракурэа) — младший брат Маэстро Дельфины, наследник престола Гильдии. Ему шестнадцать лет. Попадает на «Сильвану», стремясь избавиться от деспотичной опеки сестры. Не в пример Маэстро Дельфине, Дио очень занимает всё, связанное с людьми; особенно его интересует Клаус, которого он прозвал «Иммельманом». Вначале производит неприятное впечатление, потому что ведёт себя как избалованный ребёнок, почти ничего не принимая всерьёз, постоянно дразнит Клауса. Однако у него доброе сердце, он — отличный пилот и хороший друг, хотя довольно странный в общении. После возвращения в Гильдию и «промывания мозгов», проведённого по приказу Дельфины, сошёл с ума и пропал в «Гранд Стриме».
Алисия Эгрю (яп. アリスティア・アグリュー Арисутиа Агурю:) — одноклассница Татьяны по академии и её лучшая подруга, навигатор её ваншипа. Очень исполнительная. Интересуется всем, что «происходит в небе», но зачастую скрывает свои чувства от окружающих.
Люсио́ла (яп. ルシオラ Русиора) — член Гильдии, мастер боевых искусств и личный телохранитель Дио, приставленный к тому ещё в раннем детстве, повсюду сопровождает своего друга и господина. По приказу Маэстро Дельфины одно время шпионил за Дио (именно он сообщил Дельфине, что Дио находится на «Сильване»), но когда ему пришлось выбирать между верностью Дельфине и спасением Дио — он выбрал последнее. Он передал безумного Дио на попечение Клаусу и помог им обоим бежать с гильдейского корабля. Позднее он убивает телохранителей Дельфины, посланных в погоню за принцем, и просит Маэстро вернуть Дио рассудок, но та его убивает.
Маэстро Дельфина Эраклеа (яп. マエストロ・デルフィーネ・エラクレア Маэсуторо Дэруфинэ Эракурэа) — Маэстро Гильдии; получила это звание в четырнадцатилетнем возрасте в результате междоусобицы среди правящих родов, в ходе которой был изгнан правящий дом Бассианус, а также поддерживающие его дома Дагобелл и Гамильтон, а дом Эраклеа стал править Гильдией. Помешана на идее абсолютной власти и считает небо своей собственностью, желает подчинить себе Экзайл — единственную силу, пока ещё не подконтрольную ей. Дельфина высокомерна, деспотична и глубоко презирает людей. Обожает розы. Убита (задушена) Алексом за несколько секунд до уничтожения корабля Гильдии, на котором они находились.

## Описание мира
Престел представляет собой нечто похожее на песочные часы: в двух сферах расположены две страны — Анатоль и Дизит, а там, где у песочных часов находится перехват, располагается «Гранд Стрим» («Великий Поток» (англ. Grand Stream), разделяющий Престел. 
Насколько можно предположить, «Гранд Стрим» имеет искусственное происхождение; он был образован для того, чтобы спрятать «Экзайл» (англ. Exile). Из-за «Гранд Стрима» циркуляция атмосферы между обоими частями Престела практически исчезла, и это привело к катастрофическим последствиям для их климата. Когда-то у Гильдии имелись специальные механизмы управления погодой, но после прихода к власти Маэстро Дельфины эти механизмы, за которыми перестали следить, постепенно вышли из строя, и в результате смена времён года в Престеле полностью прекратилась. В настоящее время империя Анатоль — это мир вечной жары и обширных пустынь, бедный зелёной растительностью. Вода в Анатоле является особой ценностью (даже в барах посетителям подают не спиртные напитки, а воду); чистая вода — роскошь, доступная немногим. Напротив, Дизит — это мир вечных льдов, снегов и метелей. Экстремальные погодные условия постоянно провоцируют масштабные боевые действия между двумя странами, войну за «место под Солнцем», в буквальном смысле этих слов. В роли агрессора обычно выступает Дизит, который из-за всё время усиливающихся морозов стал уже совсем непригодным для жизни.
Нейтральной стороной конфликта является Гильдия. Гильдия — это могущественная фракция, которая держит в железном кулаке все воздушные передвижения, поскольку располагает технологиями, сильно опережающими уровень обеих империй. Гильдия устанавливает правила сражений и, если ей что-то не понравится, в любой момент может отозвать принадлежащую ей автономную клавдиевую силовую установку, на которых летают все крупные корабли этого мира. 
 Владения Гильдии расположены внутри «Гранд Стрима». Из-за постоянной плотной облачности туда не проникает солнечный свет, поэтому отличительная особенность гильдийцев — очень белая кожа. 

Сначала Гильдия исполняла роль хранителей «Экзайла», но потом совсем охладела к данной затее и стала «играть» с жителями Престела.

## Мистериумы
Мистериум — стих, дающий контроль над «Экзайлом». Существует четыре мистериума, каждый из которых принадлежал одному из кланов Гильдии и передавался из поколения в поколение. Тот, кто собрал их воедино, может запустить «Экзайл», но для этого необходимо присутствие Альвис Гамильтон; без неё мистериумы не имеют силы, она является «ключом».
| Дом                             | Русский вариант                                                                                  | Ромадзи                                                                            | Оригинальный текст                                          |
| ------------------------------- | ------------------------------------------------------------------------------------------------ | ---------------------------------------------------------------------------------- | ----------------------------------------------------------- |
| I (Мистериум дома Эраклеа).     | Что находится за Небесами? То, что ведёт заблудших детей к матери — Экзайл.                      | Sora no kanata ni aru mono wa… Mayoigo o haha no te ni michibiku mono: EGUZAIRU    | 空の彼方にあるものは… 迷い子を母の手に導くもの: エグザイル  |
| II (Мистериум дома Дагобел).    | Волны, бегущие по золотым полям. Дыханье весны приносит Жизнь. Земля, покрытая пшеницей.         | Daichi o konjiki ni someru nami… Inochi o hagukumu megumi no ibuki, mugi no daichi | 大地を金色に染める波… 命を育む恵みの息吹き: 麦の大地        |
| III (Мистериум дома Бассианус). | Путь, ведущий Ангелов, Дорога Великих Ветров — Гранд Стрим.                                      | Tenshi no oriru michi… So wa ooinaru kaze no michi: GURANDO SUTORIIMU              | 天使の降りる道… 其は大いなる風の道: グランドストリーム      |
| IV (Мистериум дома Гамильтон).  | Что покоится в глубинах памяти? То, откуда всё началось и к чему всё вернётся — Голубая планета. | Kioku no kanata ni aru mono wa… Subete ga umare subete ga kaeru basho: aoi hoshi   | 記憶の彼方にあるものは… 全てが生まれ全てが帰る場所 - 青い星 |